# Euxoa neotelis
Euxoa neotelis är en fjärilsart som beskrevs av Smith 1900. Euxoa neotelis ingår i släktet Euxoa och familjen nattflyn. Inga underarter finns listade i Catalogue of Life.